# Поляны (Хмельницкая область)
Поляны (укр. Поляни) — село в Хмельницком районе Хмельницкой области Украины.
Население по переписи 2001 года составляло 881 человек. Почтовый индекс — 31244. Телефонный код — 3845. Занимает площадь 2,48 км². Код КОАТУУ — 6820985901.

## Местная власть
31200, Хмельницкая обл., Хмельницкий р-н, г. Волочиск